# Rhaphipodus manillae
Rhaphipodus manillae är en skalbaggsart som först beskrevs av Newman 1842.  Rhaphipodus manillae ingår i släktet Rhaphipodus och familjen långhorningar.
Artens utbredningsområde är Filippinerna. Inga underarter finns listade i Catalogue of Life.